# Stina Eriksson-Friman
Karin Ingeborg Kristina Olsson, känd som Stina Eriksson-Friman, född 8 december 1911 i Lund, död 25 juni 1994 i Helgeands församling i Lund, var en svensk konstnär.
Hon var dotter till mekanikern Karl Eriksson och Kristina Gustafsdotter och från 1935 gift med Gunnar Friman. Från 1960 var hon gift med Karl Gunnar Olsson (1916–2009).
Eriksson-Friman studerade konst för Anders Olson vid Lunds konststudio samt under självstudier. Separat ställde hon ut i Stockholm 1952 och hon medverkade i samlingsutställningar i bland annat Malmö, Båstad och Kävlinge. Hennes konst består av blomsterstilleben och symboliska eller surrealistiska bilder i pastell.